# Andriej Sobolew
Andriej Andriejewicz Sobolew (ros. Андрей Андреевич Соболев; ur. 27 listopada 1989 w Tasztagole) – rosyjski snowboardzista, specjalizujący się w slalomie równoległym, czterokrotny medalista mistrzostw świata.

## Kariera
Po raz pierwszy na arenie międzynarodowej pojawił się 27 marca 2005 roku w Chanty-Mansyjsku, gdzie w mistrzostwach kraju zajął 32. miejsce w snowcrossie. W 2007 roku wystąpił na mistrzostwach świata juniorów w Bad Gastein, zajmując siódme miejsce w obu konkurencjach równoległych. Jeszcze dwukrotnie startował w zawodach tego cyklu, najlepszy wynik osiągając podczas mistrzostw świata juniorów w Nagano w 2009 roku, gdzie zdobył srebrny medal w slalomie równoległym.
W zawodach Pucharu Świata zadebiutował 9 lutego 2007 roku w Szukołowie, gdzie nie ukończył slalomu równoległego. Pierwsze pucharowe punkty wywalczył 9 października 2009 roku w Landgraaf, zajmując w tej konkurencji 29. miejsce. Na podium zawodów tego cyklu po raz pierwszy stanął 13 stycznia 2012 roku w Jauerling, kończąc rywalizację na drugiej pozycji. W zawodach tych rozdzielił Austriaka Andreasa Prommeggera i Rolanda Fischnallera z Włoch. Najlepsze wyniki w Pucharze Świata osiągnął w sezonie 2018/2019, kiedy to zdobył kryształową kulę za wygranie klasyfikacji generalnej PAR. Ponadto w sezonie 2015/2016 zdobył małą kryształową kulę za zwycięstwo w klasyfikacji PGS.
Pierwszy medal wśród seniorów wywalczył na mistrzostwach świata w Kreischbergu w 2015 roku, gdzie był drugi w slalomie równoległym, przegrywając tylko z Fischnallerem. Na tej samej imprezie zwyciężył ponadto w gigancie równoległym, wyprzedzając Žana Košira ze Słowenii i Austriaka Benjamina Karla. Podczas rozgrywanych dwa lata później mistrzostw świata w Sierra Nevada zajął trzecie miejsce w slalomie równoległym, plasując się za Prommeggerem i Karlem. W międzyczasie wystartował na igrzyskach olimpijskich w Soczi, gdzie był między innymi dziewiąty w gigancie równoległym. W marcu 2021 roku zdobył brązowy medal w gigancie równoległym podczas mistrzostw świata w Rogli.

## Osiągnięcia

### Igrzyska olimpijskie
| Miejsce | Dzień     | Rok  | Miejscowość | Konkurencja       | Zwycięzca       |
| ------- | --------- | ---- | ----------- | ----------------- | --------------- |
| 9.      | 19 lutego | 2014 | Soczi       | Gigant Równoległy | Vic Wild        |
| 27.     | 22 lutego | 2014 | Soczi       | Slalom równoległy | Vic Wild        |
| 18.     | 24 lutego | 2018 | Pjongczang  | Gigant równoległy | Nevin Galmarini |

### Mistrzostwa świata
| Miejsce | Dzień       | Rok  | Miejscowość   | Konkurencja       | Zwycięzca          |
| ------- | ----------- | ---- | ------------- | ----------------- | ------------------ |
| 28.     | 19 stycznia | 2011 | La Molina     | Gigant równoległy | Benjamin Karl      |
| 28.     | 22 stycznia | 2011 | La Molina     | Slalom równoległy | Benjamin Karl      |
| 17.     | 25 stycznia | 2013 | Stoneham      | Gigant równoległy | Benjamin Karl      |
| 14.     | 27 stycznia | 2013 | Stoneham      | Slalom równoległy | Rok Marguč         |
| 2.      | 22 stycznia | 2015 | Kreischberg   | Slalom równoległy | Roland Fischnaller |
| 1.      | 23 stycznia | 2015 | Kreischberg   | Gigant równoległy | -                  |
| 3.      | 15 marca    | 2017 | Sierra Nevada | Slalom równoległy | Andreas Prommegger |
| 33.     | 16 marca    | 2017 | Sierra Nevada | Gigant równoległy | Andreas Prommegger |
| 13.     | 4 lutego    | 2019 | Park City     | Gigant równoległy | Dmitrij Łoginow    |
| DSQ     | 5 lutego    | 2019 | Park City     | Slalom równoległy | Dmitrij Łoginow    |
| 3.      | 1 marca     | 2021 | Rogla         | Gigant równoległy | Dmitrij Łoginow    |
| 4.      | 2 marca     | 2021 | Rogla         | Slalom równoległy | Benjamin Karl      |

### Puchar Świata

#### Miejsca w klasyfikacji generalnej
- sezon 2009/2010: 130.
- sezon 2010/2011: 45.
- sezon 2011/2012: 16
- sezon 2012/2013: 22.
- sezon 2013/2014: 15.
- sezon 2014/2015: 4.
- sezon 2015/2016: 3.
- sezon 2016/2017: 11.
- sezon 2017/2018: 4.
- sezon 2018/2019: 1.
- sezon 2019/2020: 4.
- sezon 2020/2021: 8.
- sezon 2021/2022:

#### Zwycięstwa w zawodach
1. Sudelfeld – 7 lutego 2015 (gigant równoległy)
2. Rogla – 23 stycznia 2016 (gigant równoległy)
3. Cortina d’Ampezzo – 17 grudnia 2016 (gigant równoległy)
4. Carezza – 14 grudnia 2017 (gigant równoległy)
5. Moskwa – 26 stycznia 2019 (slalom równoległy)
6. Scuol – 9 marca 2019 (gigant równoległy)
7. Scuol – 11 stycznia 2020 (gigant równoległy)

#### Pozostałe miejsca na podium w zawodach
1. Jauerling – 13 stycznia 2012 (slalom równoległy) – 2. miejsce
2. Carezza – 12 grudnia 2015 (gigant równoległy) – 2. miejsce
3. Carezza – 15 grudnia 2016 (gigant równoległy) – 2. miejsce
4. Bad Gastein – 12 stycznia 2018 (slalom równoległy) – 2. miejsce
5. Secret Garden – 23 lutego 2019 (gigant równoległy)  – 2. miejsce
6. Pjongczang – 22 lutego 2020 (gigant równoległy) – 3. miejsce
7. Blue Mountain – 29 lutego 2020 (gigant równoległy) – 3. miejsce
8. Bannoje – 7 lutego 2021 (slalom równoległy) – 3. miejsce
9. Rogla – 6 marca 2021 (gigant równoległy) – 2. miejsce
10. Bannoje – 11 grudnia 2021 (gigant równoległy) – 3. miejsce